# IC 4947
IC 4947 — галактика типу E (еліптична галактика) у сузір'ї Телескоп.
Цей об'єкт міститься в оригінальній редакції індексного каталогу.